# Karlsberg Brauerei
Karlsberg Brauerei GmbH is een Duitse bierbrouwerij, gevestigd in Homburg (Saar).  Voor de export gebruikt ze de merknaam Karlsbräu, om verwarring te vermijden met de Deense brouwersgroep Carlsberg.
De geschiedenis van Karlsberg gaat terug tot 1878, toen Christian Weber in Homburg een brouwerij oprichtte. Het bedrijf is in familiebezit gebleven, met als huidige eigenaar de achterkleinzoon van de stichter, Richard Weber.
Tot de Karlsberggroep behoren ook de Brauerei Becker GmbH uit Homburg en de Saarfürst Brauerei GmbH uit Merzig. In Frankrijk bezit Karlsberg sedert 1989 de brouwerij Brasserie Licorne (tot 2007 Brasserie de Saverne) in Saverne. Tussen 1988 en 1993 bezat Karlsberg ook de brouwerij Brasserie Amos in Metz.

## Biermerken
- Karlsberg Urpils
- Karlsberg Bock
- Karlsberg Feingold Pilsner
- Karlsberg Weizen
- Zischke Kellerbier
- Mixery (bier + cola)
- Gründel's alkoholfrei
- Licorne black (Frankrijk)
- Karlsbräu (Frankrijk)

## Sponsoring
Karlsberg sponsort talrijke sport- en culturele verenigingen en evenementen, onder meer de voetbalclubs FC 08 Homburg en 1. FC Kaiserslautern. De brouwerij is sedert het seizoen 2012/13 de naamgever van de Karlsberg-Liga Saarland, de hoogste divisie in de Saarlandse voetbalbond. Ze heeft ook haar naam verleend aan de Trofeo Karlsberg, een internationale meerdaagse wedstrijd voor junioren.